# Butler (Ohio)
Butler – wieś w USA, w stanie Ohio, w hrabstwie Richland.
Liczba mieszkańców w 2000 roku wynosiła 921.